# سیاوش جمادی
سیاوش جمادی (متولد بهمن ۱۳۳۰ در تهران)، نویسنده و مترجم آثار فلسفی و ادبی است.

## تحصیلات
- کارشناسی حقوق از دانشگاه تهران، ۱۳۵۳
- کارشناسی ارشد فلسفه غرب از دانشگاه علامه طباطبایی
- کارشناسی ارشد ادبیات انگلیسی از دانشگاه آزاد اسلامی

## آثار
- زمینه و زمانه پدیدارشناسی (تألیف)، تهران، انتشارات ققنوس ۱۳۸۵. برنده بیست و پنجمین دوره کتاب سال در فلسفه[۱]
- متافیزیک چیست؟ اثر مارتین هایدگر، انتشارات ققنوس (۱۳۸۳) تشویق شده در بیست و سومین دوره کتاب سال در رشته فلسفه غرب (ترجمه همراه با شرح آرای هایدگر)
- هستی و زمان اثر مارتین هایدگر، تهران، انتشارات ققنوس (۱۳۸۶) (ترجمه)
- هایدگر و سیاست، اثر میگل دبیستگی، انتشارات ققنوس(۱۳۸۱)
- نامه‌هایی به میلنا از فرانتس کافکا (۱۳۷۸): ترجمه
- یادبود ایوب در جهان کافکا (همراه با آثاری از کافکا): ترجمه و تألیف (۱۳۷۹)
- سیری در جهان کافکا: تألیف: برنده کتاب سال ادبیات در بیست و دومین دوره (۱۳۸۲)
- نیچه: درآمدی به فهم فلسفه ورزی او. اثر کارل یاسپرس، انتشارات ققنوس (۱۳۸۳)
- زبان اصالت در ایدئولوژی آلمانی، اثر تئودور آدورنو، انتشارات ققنوس (۱۳۸۵)
- چه باشد آنچه خوانندش تفکر؟، مارتین هایدگر، انتشارات ققنوس، ۱۳۸۸
- نقب و تفسیر آن، فرانتس کافکا، شادگان، ۱۳۸۸
- سینما و زمان، همراه با فیلمنامه داستان عامه پسند از کوینتین تارانتینو (۱۳۷۷)، ترجمه و تألیف

### در دست ترجمه
- تئوری زیبایی‌شناسی، از تئودور آدرنو